# Francesco De Lemene
Francesco De Lemene (Lodi, 19 febbraio 1634 – Lodi, 24 luglio 1704) è stato un librettista italiano.

## Biografia
Proveniente da una famiglia aristocratica, studiò all'Università di Bologna e di Pavia, dove si laureò nel 1655. Fu successivamente impiegato nell'allora amministrazione spagnola dapprima come pubblico oratore a Milano e poi come decurione a Lodi. Nel 1661 soggiornò a Roma, dove frequentò spesso il circolo di Cristina di Svezia. Fu a Roma che iniziò la sua attività librettistica. Nel 1691 entrò con il nome di Arezio Gateatico nell'Accademia dell'Arcadia.
De Lemene risente dell'influenza del poeta Giambattista Marino e del commediografo Carlo Maria Maggi; infatti i suoi testi tendono ad avere un carattere eroicomico. Altro sintomo dell'influenza del Maggi è la produzione di De Lemene in lingua lombarda, nella sua variante lodigiana, nella quale scrive la commedia teatrale La sposa Francesca e opera una sua personale traduzione della Gerusalemme liberata di Torquato Tasso.
Il De Lemene fu protagonista anche nella vita sociale e culturale della sua città natale. Qui esercitò la sua professione ammirato e tenuto in gran conto dai suoi compatrioti contemporanei. Fu sua, per esempio, la decisione di ampliare il Tempio Civico dell'Incoronata: ingrandì la zona presbiteriale aggiungendovi l'abside e la fece decorare dal suo amico pittore Andrea Lanzani, ritenuto tra i padri del barocchetto lombardo.
I suoi resti sono conservati nella chiesa di San Francesco a Lodi, dove una lapide e un altorilievo marmoreo con la sua immagine ricordano ai posteri la sua fama.

## Libretti
- Il giudizio di Paride (scritto nel 1666 per Cristina di Svezia, perduto e compositore sconosciuto)
- Il Narciso (favola burlesca; musicato da Carlo Borzio, 1676; musicato da Giovanni Agostino Badia, 1699)
- La ninfa Apollo (scherzo scenico per musica; musicato da Giovanni Agostino Badia, 1692; musicato da Antonio Lotti e Francesco Gasparini, 1710; musicato da Baldassarre Galuppi, 1734; musicato da Andrea Bernasconi, 1743)
- Endimione (favola per musica; musicato da Paolo Magni e Giacomo Griffoni, 1692; musicato da Georg Caspar Schürmann, 1700; musicato da Antonio Maria Bononcini, 1721)
- Tacete, ohimè, tacete (cantata; musicato da Georg Friedrich Händel, 1710)
- Tirsi (pastorale; musicato da Giuseppe Antonio Paganelli, 1737)
- La carità (oratorio; musicato da Carlo Borzio)
- I quatro novissimi, ed altre centate
- Dialogo pastorale

### Testi di approfondimento
- Luigi Samarati (a cura di), Francesco de Lemene, 1634-1704. Atti del Convegno. Lodi, 16 aprile 2004, collana Quaderni di studi lodigiani, vol. 9, Lodi, 2005, ISBN non esistente, SBN USM1574608.